# Ectrepesthoneura pubescens
Ectrepesthoneura pubescens är en tvåvingeart som först beskrevs av Zetterstedt 1860.  Ectrepesthoneura pubescens ingår i släktet Ectrepesthoneura och familjen svampmyggor. Arten är reproducerande i Sverige. Inga underarter finns listade i Catalogue of Life.